# Meys
Meys település Franciaországban, Rhône megyében. Lakosainak száma 855 fő (2022. január 1.). Meys Haute-Rivoire, Souzy, Maringes, Virigneux, Aveize és Grézieu-le-Marché községekkel határos.

## Népesség
A település népességének változása:
| Lakosok száma | 841  | 853  | 867  | 850  | 849  | 847  | 843  | 850  | 855  |
|               | 2013 | 2015 | 2016 | 2017 | 2018 | 2019 | 2020 | 2021 | 2022 |